# Valeria Marini
Valeria Virginia Laura Marini (Roma, 14 maggio 1967) è una showgirl, attrice e imprenditrice italiana.
Ha raggiunto il successo nei primi anni novanta grazie alla sua partecipazione come primadonna a diversi varietà del Bagaglino, rimanendovi per più stagioni e tornandovi nel corso degli anni successivi, dopo l'affermazione come attrice in spettacoli teatrali, pellicole cinematografiche e televisive.
Nel corso della sua carriera ha anche lavorato come conduttrice di trasmissioni televisive, fra cui il 47º Festival di Sanremo, Scherzi a parte, Domenica in e I raccomandati. Dalla seconda metà degli anni duemila prende parte come concorrente a diversi reality show e talent show, tra cui Grande Fratello VIP per tre volte. Dal 2005, parallelamente all'attività di showgirl e attrice, è attiva nel campo dell'imprenditoria svolgendo anche le attività di stilista e produttrice cinematografica.
Considerata un sex symbol degli anni novanta e duemila, grazie anche alle sue forme procaci, ha realizzato diversi calendari e ha fatto parlare di sé anche sulle riviste di cronaca rosa, in particolare per il suo rapporto sentimentale con Vittorio Cecchi Gori.

## Biografia

### Gli esordi
Nata a Roma, in seguito alla separazione dei genitori (Mario Marini e Gianna Orrù) si è trasferita a Cagliari, città di origine della madre, con la quale ha poi vissuto insieme alla sorella minore Claudia. Ha anche un fratello di nome Fabio. Dopo aver frequentato il liceo classico G. Maria Dettori di Cagliari lavora come ragazza immagine a Porto Rotondo assieme a Jovanotti, all'epoca entrambi sconosciuti al grande pubblico. Trasferitasi a Roma ha conseguito il diploma al Liceo classico privato San Gabriele sulla Cassia, poi ha cominciato ad affacciarsi nel mondo dello spettacolo lavorando come modella, con lo pseudonimo Lolly.
Nel 1990 ha partecipato al concorso nazionale Una ragazza per il cinema, dove si classifica al terzo posto, ottenendo in seguito piccole parti in alcune pellicole cinematografiche (Un orso chiamato Arturo e Crack). Nel 1991 ha esordito in teatro recitando nella commedia di Neil Simon I ragazzi irresistibili con Mario Scaccia, interpretando il ruolo di una cameriera ingenua e un po' svampita. Tale personaggio ha rappresentato lo stereotipo con il quale è diventata conosciuta al grande pubblico televisivo, rimanendo la cifra stilistica del suo personaggio, procurandole un enorme successo.

### Anni novanta: il successo colBagaglino
Approdata in televisione nel programma Luna di miele nel 1992, trasmissione condotta da Gabriella Carlucci, è stata notata da Pier Francesco Pingitore, che nello stesso anno la fa recitare nel film da lui diretto Gole ruggenti e nel 1993 ne fa la nuova primadonna della compagnia del Bagaglino in sostituzione di Pamela Prati, esordendo nel varietà Saluti e baci in onda il sabato sera in prima serata su Rai 1, dove otterrà un grandissimo successo. Sempre nel 1993, ha condotto con Gerry Scotti su Canale 5 il varietà La grande sfida e ha recitato nei film Abbronzatissimi 2 - Un anno dopo, diretto da Bruno Gaburro.
Nel 1994 è primadonna nello show del Bagaglino Bucce di banana, in onda su Rai 1, e durante l'estate ha condotto insieme ad Alba Parietti, Serata mondiale, trasmissione sui Mondiali di calcio di quell'anno. Nel 1995, oltre che primadonna del varietà del Bagaglino Champagne, in onda su Canale 5, è tra le interpreti della miniserie televisiva Sorellina e il principe del sogno, diretta da Lamberto Bava, nel ruolo dello "Spirito della fonte dei sogni", e ha doppiato un personaggio della quinta stagione della serie animata I Simpson. Nel 1996 è ancora con successo la show-girl di punta del Bagaglino nel varietà di Canale 5 Rose rosse, ed è stata scelta dal regista spagnolo Juan José Bigas Luna come protagonista del film erotico Bambola, che l'ha fatta conoscere anche al pubblico spagnolo. Nello stesso anno torna a teatro, recitando nella commedia di Garson Kanin Nata ieri, diretta dal regista Giuseppe Patroni Griffi.
Dal 1994 fino al 1996 è diventata la testimonial della IP in una serie di spot pubblicitari e ha posato per due calendari, negli anni 1995 e 1996, (in quest'ultimo è stata fotografata da Helmut Newton e raggiunge la tiratura record di 3 milioni di copie). Ha poi posato per altri due calendari nel 2000, quando è stata fotografata da David LaChapelle, e nel 2005 per il mensile Maxim.
Nel 1997 ha condotto con Mike Bongiorno e Piero Chiambretti, la 47ª edizione del Festival di Sanremo (edizione che raggiunge la media di quasi 14 milioni di telespettatori a puntata con la media del 58% di share); prende anche parte alle puntate del Dopofestival condotte da Bruno Vespa come ospite fisso e inviata. Nello stesso anno è tornata a essere la primadonna del Bagaglino in una puntata speciale di Viva la italiane, che le ha reso omaggio, e ha condotto con Fabrizio Frizzi, in diretta da Cannes su Rai 2, lo show Tutti in una notte.
L'anno successivo è tornata a recitare: è protagonista assieme ad Alberto Sordi del film Incontri proibiti, ultimo film diretto dallo stesso Sordi, presentato fuori concorso alla 55ª Mostra internazionale d'arte cinematografica di Venezia. Per volere del regista, la pellicola verrà distribuita nuovamente nelle sale cinematografiche, con un nuovo montaggio e col titolo Sposami papà, nel 2002. Sempre nel 1998, è nel cast del serial di Rai 2 Pepe Carvalho, andato in onda in Italia, Francia e Spagna, e della miniserie televisiva di Canale 5 Il settimo papiro, nella quale ha recitato accanto a Roy Scheider. Nell'autunno dello stesso anno avrebbe dovuto condurre assieme a Sabina Guzzanti il programma La posta del cuore, in onda su Rai 2, ma in seguito a divergenze col direttore di rete Carlo Freccero abbandona il progetto e prende parte solamente alla prima puntata del programma.
Nel 1999 ha condotto con Pippo Baudo il varietà La canzone del secolo, andato in onda su Canale 5, e ha affiancato Daniele Piombi nella conduzione del Premio Barocco, trasmesso da Rai 1. La notte di Capodanno dello stesso anno conduce insieme a Gigi Proietti C'era una volta il '900, sezione in prima serata della maratona televisiva Millennium - La notte del 2000.

### Anni duemila: l'affermazione televisiva
Nel 2000 e nel 2001 ha girato due film in Spagna, dove ha acquisito una buona popolarità: Corazón de bombón diretto da Álvaro Saenz de Heredia e Buñuel y la mesa del Rey Salomón per la regia di Carlos Saura. Negli stessi anni è tornata in teatro come protagonista della commedia All'angelo azzurro, diretta e interpretata da Giorgio Albertazzi. Nella stagione televisiva 2001/2002 è stata inviata speciale e ospite fissa per Quelli che il calcio su Rai 2 e co-conduttrice di Donna Domenica con Paola Cortellesi su Radio Due. Torna in seguito a lavorare per Pier Francesco Pingitore come protagonista del film TV da lui diretto La palestra, trasmesso da Canale 5 il 16 gennaio 2003. Nello stesso mese, presenta su Rai 2 assieme a Max Pisu il festival della comicità BravoGrazie. Da febbraio dello stesso anno torna a far parte della compagnia del Bagaglino come primadonna del varietà Miconsenta, in onda su Canale 5.
Nel 2004 è ancora primadonna del Bagaglino per il varietà di Canale 5 Barbecue. Nell'ottobre dello stesso anno è tra i protagonisti del film In questo mondo di ladri accanto, tra gli altri, a Ricky Tognazzi e Leo Gullotta, per la regia di Carlo Vanzina. Il 2005 ha segnato il ritorno della showgirl in RAI: in primavera prende parte come opinionista alla seconda edizione di Music Farm, condotto da Simona Ventura su Rai 2, e il 22 giugno conduce in diretta su Rai 1, insieme a Michele Cucuzza, il galà La Kore - Oscar della moda. È rimasta alla conduzione dello spettacolo anche l'anno successivo, quando è stata affiancata da Luisa Corna. Lo stesso anno ha segnato anche il suo esordio nel mondo della moda; ha creato una sua linea di intimo, Seduzioni, e una di prêt-à-porter, Seduzioni Diamonds, che presenta annualmente sulle passerelle dell'alta moda di Milano, per arrivare poi anche a Los Angeles; le due linee hanno ottenuto un grande successo. Il successo favorevole di vendite l'ha portata ad aprire anche alcune boutique monomarca a Porto Cervo e a Roma. Nel 2005 è stata testimonial della compagnia telefonica 3 Italia in diversi spot con Claudio Amendola dei quali è diventata celebre la frase pronunciata da lei: “videochiamami”.
Nel 2006 ha partecipato come show-girl alla prima puntata del varietà Suonare Stella condotto da Tosca D'Aquino in onda su Rai 2 e ha condotto su Rai Uno, con il giornalista Massimo Caputi, lo spettacolo di musica e solidarietà Con tutto il cuore. Nello stesso anno ha sfilato, con abito stile sirena color acqua marina, alla cerimonia di chiusura delle Olimpiadi invernali di Torino come creatura felliniana. Sempre nel 2006 è stata una dei concorrenti di Reality Circus, presentato da Barbara D'Urso. Nel 2007 ha condotto con Claudio Amendola e Cristina Chiabotto il varietà Scherzi a parte. Nel 2008, oltre a proseguire anche l'attività di stilista, ha partecipato come giurata allo show di Rai 1 Uomo e Gentiluomo, condotto da Milly Carlucci. Nello stesso anno è la protagonista dello spot della Lambretta Pato della quale è diventata testimonial e compare nel video di It's Ok, canzone del gruppo musicale sammarinese Miodio.

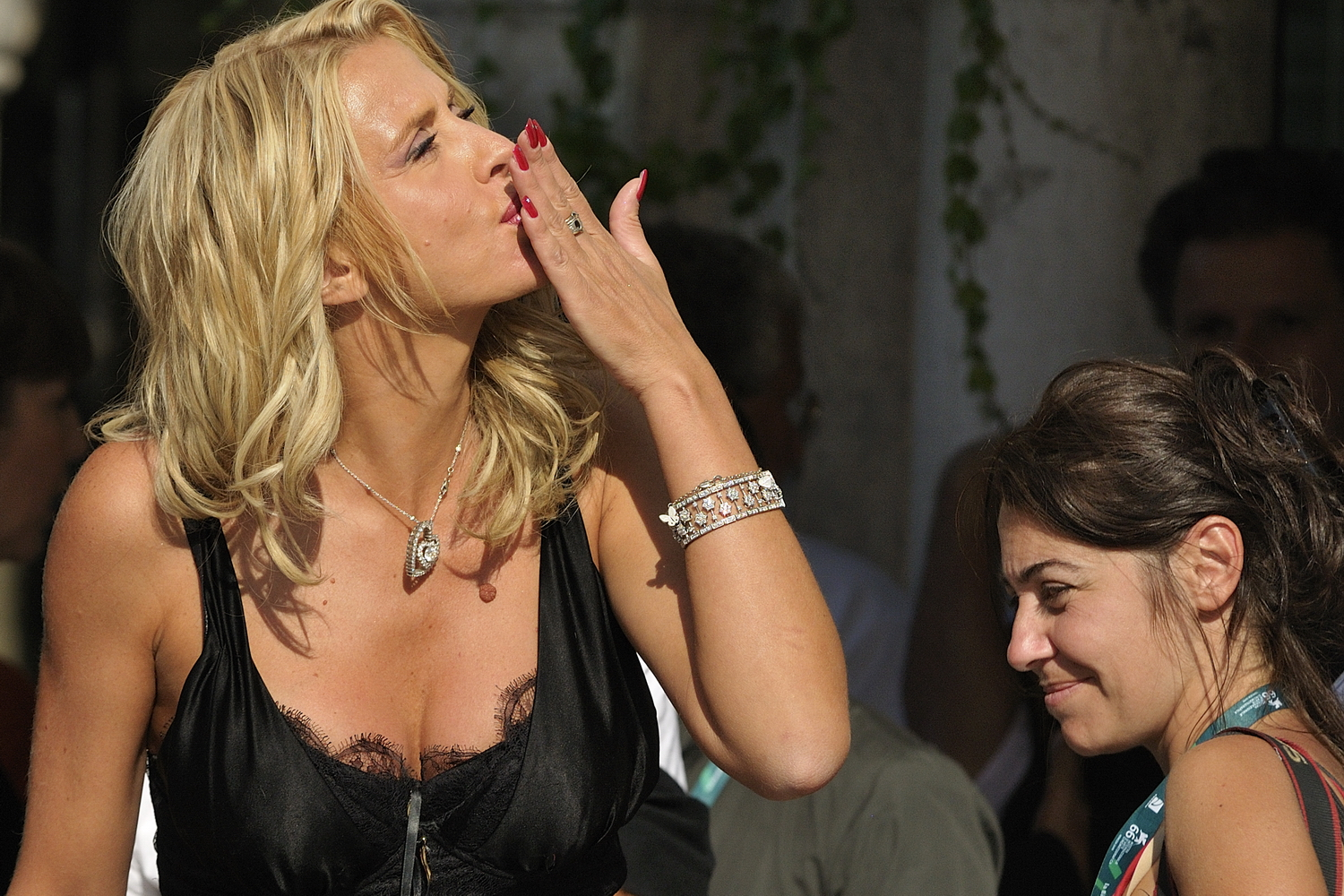
Marini alla 66ª Mostra internazionale d'arte cinematografica di Venezia (2009).

Nel luglio 2008 è uscito per Cairo Editore il suo libro autobiografico Lezioni intime, scritto assieme a Gianluca Lo Vetro, nel quale descrive particolari piccanti e non solo, della sua vita, privata e artistica. Il 29 settembre 2008 ha accettato di partecipare come naufraga non in gara per una settimana alla sesta edizione de L'isola dei famosi, a reality già iniziato; ha accettato di partecipare al gioco solo per una scommessa fatta con la conduttrice Simona Ventura (nel 2011 partecipa al reality sua madre Gianna Orrù).
Nell'aprile del 2009 è tornata a calcare il palcoscenico del Bagaglino come primadonna, assieme ad altre sette showgirl, per due puntate del varietà Bellissima - Cabaret anticrisi, in onda su Canale 5, ultimo spettacolo della compagnia a essere trasmesso in televisione. Per la stessa rete, è tra i protagonisti della serie televisiva in sei puntate Piper, diretta da Francesco Vicario. Nello stesso anno è stata protagonista di un docu-reality in quattro puntate, intitolato Essere Valeria, andato onda sul canale satellitare Fox Life di Sky Italia che mostra il dietro le quinte della sua vita, privata e artistica. È la prima diva italiana alla quale viene dedicata una docu-story. Sempre nel 2009, ha recitato nel ruolo di se stessa e coprodotto il cortometraggio Dolls, diretto da Salvatore Arimatea, distribuito nell'anno successivo. Nella stagione televisiva 2009/2010 affianca su Rai 1 Pippo Baudo nella conduzione di Domenica In, in cui si occupa di uno spazio di interviste a donne del mondo dello spettacolo.

### Anni duemiladieci

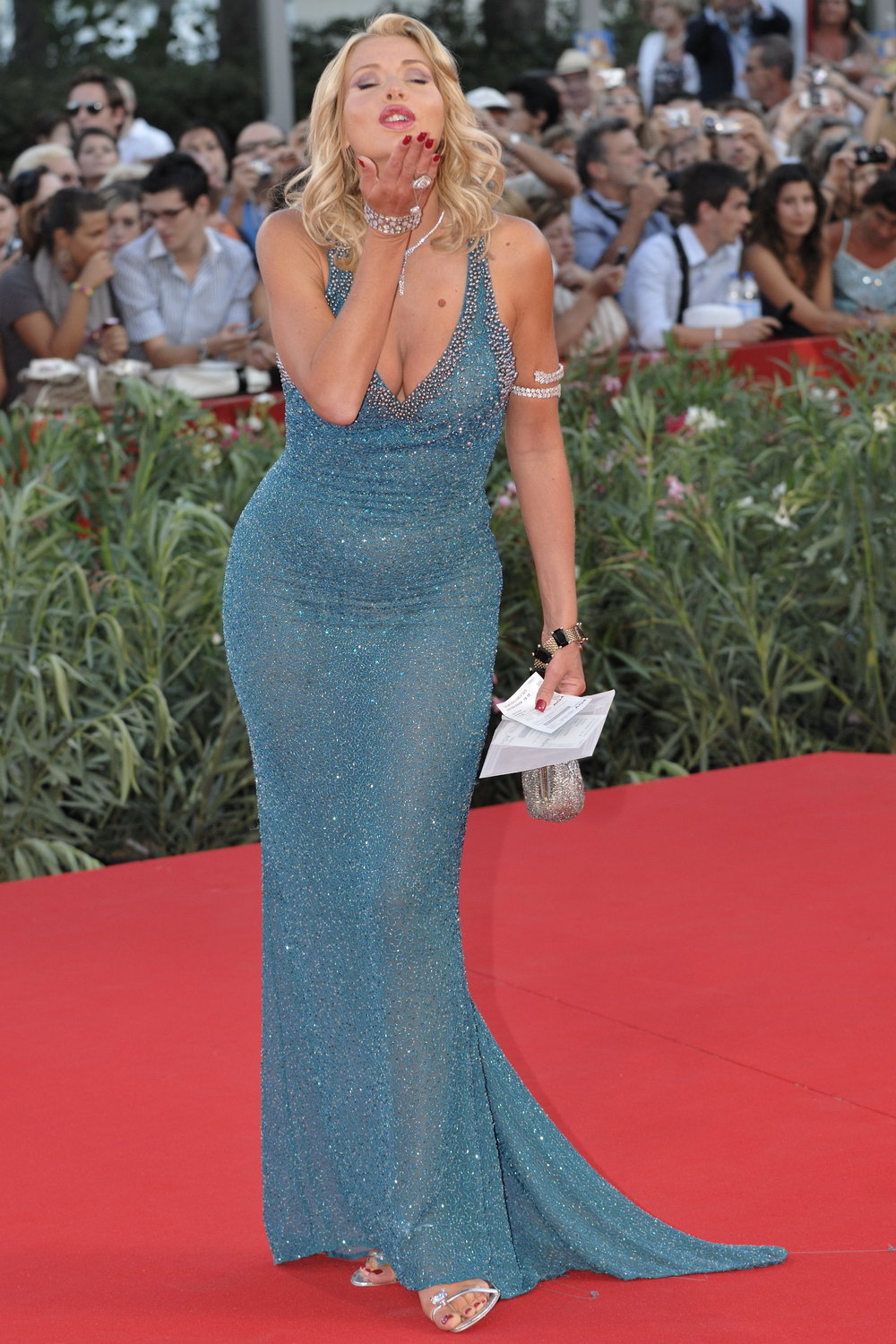
Marini alla 71ª Mostra internazionale d'arte cinematografica di Venezia

Da gennaio a marzo 2010 è tra i conduttori, insieme a Pupo, Emanuele Filiberto di Savoia e Georgia Luzi, della nona edizione del programma di Rai 1 I raccomandati. Nello stesso periodo, in collaborazione con Roberto Onofri, ha inciso il suo primo singolo, una cover di Volare di Domenico Modugno; il ricavato del brano è staro interamente devoluto in favore dei terremotati dell'Abruzzo, vittime del forte sisma del 6 aprile 2009. Nello stesso anno, la regista statunitense Sofia Coppola la sceglie per interpretare se stessa nel film Somewhere, vincitore del Leone d'oro come miglior film alla 67ª Mostra internazionale d'arte cinematografica di Venezia, ed esordisce come produttrice cinematografica al Festival Internazionale del Film di Roma con la pellicola spagnola I Want to Be a Soldier, diretta da Christian Molina, nella quale interpreta il ruolo dell'insegnante. Il film, presentato in concorso nella sezione Alice nella città, viene premiato con il Marc'Aurelio d'Argento - Alice nella città: under 12. Sempre nel 2010, collabora con Gigi D'Alessio esibendosi come cantante in alcune tappe del suo tour e partecipando alla compilation 3 x te, in cui è presente con due canzoni scritte per lei dal cantautore: Amare amare amare e Seduzione di donna (per i quali produce anche due videoclip). Il ricavato delle vendite della compilation è interamente devoluto in beneficenza.
Nel 2011 è confermata insieme a Pupo, Emanuele Filiberto di Savoia e Debora Salvalaggio nella conduzione della decima e ultima edizione de I raccomandati. Nello stesso anno partecipa al film La mia mamma suona il rock, diretto da Massimo Ceccherini. Dal 25 gennaio 2012 è una concorrente della nona edizione del reality show L'isola dei famosi, condotta da Nicola Savino e Vladimir Luxuria su Rai 2. Nello stesso anno è protagonista al cinema delle commedie Operazione vacanze, diretta da Claudio Fragasso, e E io non pago - l'Italia dei furbetti, per la regia di Alessandro Capone, in cui recita in lingua sarda. Il 13 maggio 2013 va in onda su MTV una puntata della quinta stagione de Il testimone su di lei incentrata, in cui il conduttore Pif ha seguito e filmato la sua vita privata e lavorativa per due giorni. Nel 2014 recita una piccola parte nella pellicola Un ragazzo d'oro, diretta da Pupi Avati.

Dal 21 febbraio al 14 marzo 2015 partecipa come concorrente alla terza edizione del talent show Notti sul ghiaccio, in onda su Rai 1 con la conduzione di Milly Carlucci. Dal 19 settembre al 7 novembre 2016 partecipa come concorrente alla prima edizione italiana del reality show Grande Fratello VIP, in onda su Canale 5 e condotto da Ilary Blasi, arrivando in finale e classificandosi al terzo posto. Dal successivo 25 novembre, torna dopo diversi anni a far parte della compagnia del Bagaglino nello spettacolo Magnàmose tutto! - Donne che avete intelletto d'amore scritto e diretto da Pier Francesco Pingitore, in scena al Salone Margherita di Roma fino al 5 febbraio 2017. Lo spettacolo viene anche trasmesso in televisione da Canale 5 il 26 febbraio 2017 in seconda serata, in occasione del trentesimo anniversario degli spettacoli televisivi del Bagaglino.

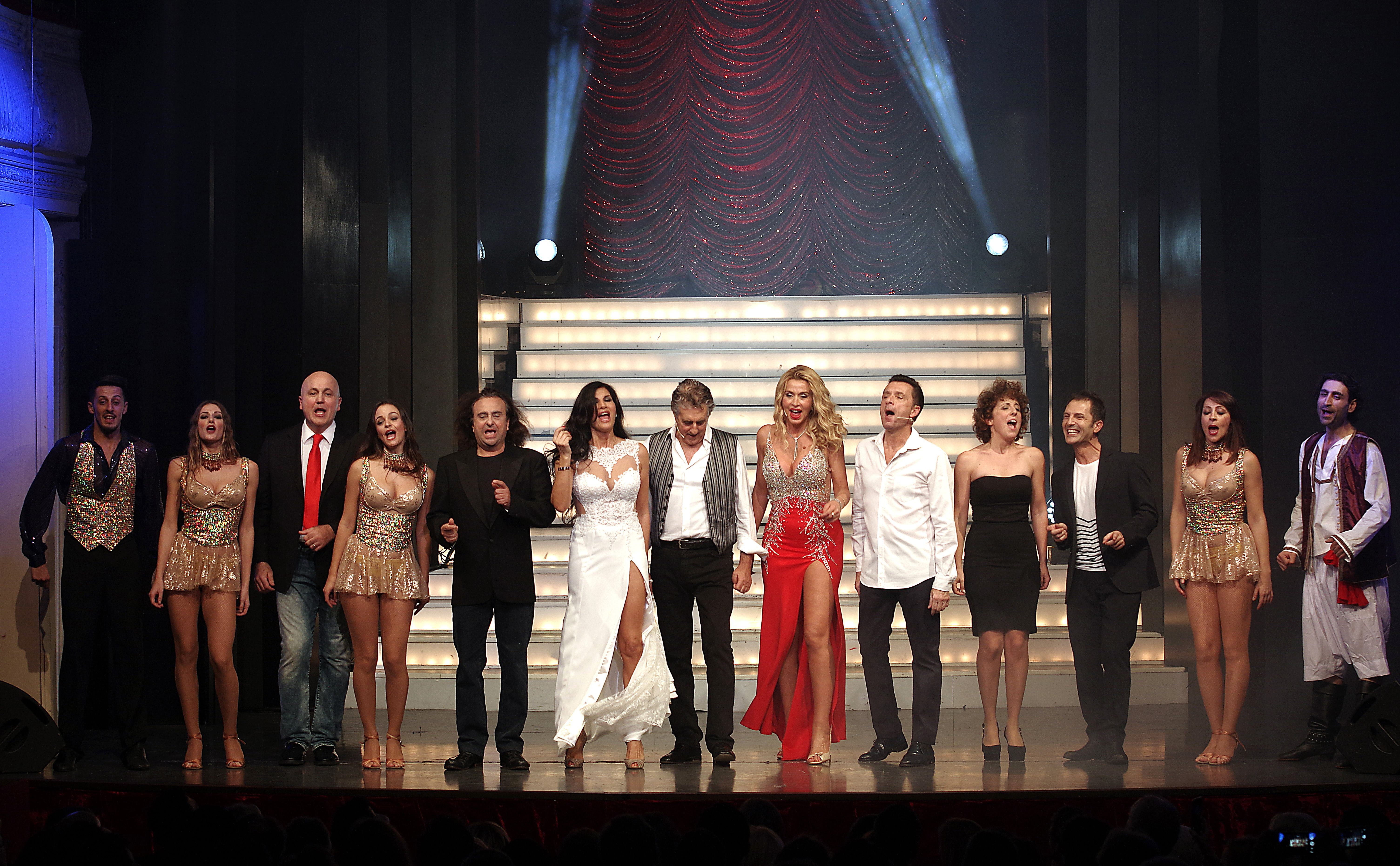
Marini con la Compagnia del Bagaglino in Magnàmose tutto (2016).

 Il 18 marzo 2017 prende parte nel ruolo di giurata a Le Olimpiadi della TV, puntata speciale di Uomini e donne in prima serata su Canale 5.
Nel febbraio del 2018 è protagonista assieme a Costantino della Gherardesca, Elisabetta Canalis, Paola Ferrari ed Eleonora Giorgi del docu-reality di Rai 2 Le spose di Costantino. A marzo, a dieci anni dalla prima partecipazione, prende parte per la terza volta al reality show L'isola dei famosi, partecipando in qualità di guest star alla tredicesima edizione del programma. Sempre a marzo prende parte alla puntata VIP di Alta Infedeltà su Real Time con Daniele Marcheggiani. Nello stesso anno è tra i doppiatori del film Show Dogs - Entriamo in scena, nelle sale dal 10 maggio. Nell’autunno del 2018 è tra i protagonisti, in coppia con l'allora fidanzato Patrick Baldassari, della prima edizione del reality show Temptation Island VIP, condotto da Simona Ventura su Canale 5. Successivamente entra a far parte del cast di Uomini e donne come "Party Planner", ovvero organizzatrice delle feste di fidanzamento dei tronisti del programma presso il Castello di Torcrescenza, trasmesse in puntate speciali in prima serata tra febbraio e marzo 2019. Il 27 luglio 2019 pubblica un singolo di genere reggaeton intitolato Me gusta. Dal 27 novembre fino a febbraio dell'anno successivo è protagonista a teatro, nei panni di se stessa, dello spettacolo di Pier Francesco Pingitore La Presidente - Valeria Marini eletta al Quirinale. Nello stesso periodo è nel cast della seconda edizione del programma CR4 - La Repubblica delle Donne, condotto di Piero Chiambretti su Rete 4.

### Anni duemilaventi

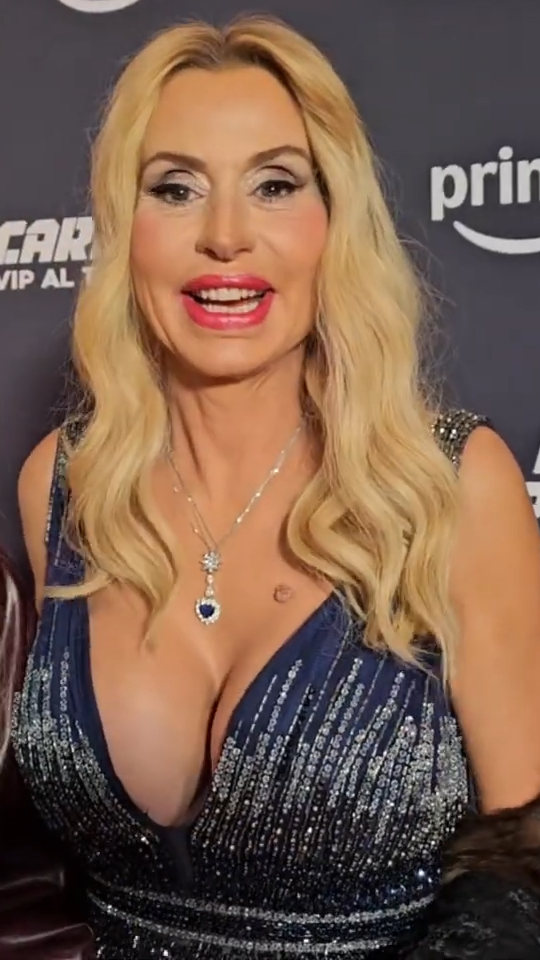
Valeria Marini nel 2025

Dal 24 febbraio 2020 partecipa come concorrente alla quarta edizione del Grande Fratello VIP, condotto da Alfonso Signorini su Canale 5, entrando a gioco iniziato dopo un mese e mezzo dall'inizio dell'edizione. Il 15 aprile 2020 viene trasmesso in seconda serata su Rete 4 La Presidente - Valeria Marini al Quirinale, trasposizione televisiva del suo ultimo spettacolo teatrale con la compagnia del Bagaglino. Nello stesso anno è nel cast di due documentari: Siamo tutti Alberto Sordi?, trasmesso da Sky Arte il 12 aprile 2020, e Cecchi Gori - Una famiglia italiana prodotto da Giuseppe Lepore di Bielle Re Produzioni Cinematografiche, presentato l'anno precedente alla Festa del Cinema di Roma e distribuito da Cinecittà Istituto Luce dal 7 luglio 2020. In campo musicale, il 26 giugno 2020 pubblica un singolo di genere pop latino intitolato Boom, e il 24 dicembre 2020 la canzone natalizia Il mio Natale è una bomba, interpretata assieme a Kelly Joyce; entrambe le canzoni sono state accompagnate da video musicali.
Nel 2021 prende parte a due reality: Supervivientes, versione spagnola de L'isola dei famosi, e la sesta edizione del Grande Fratello VIP, questa volta in coppia con Giacomo Urtis. Il 10 giugno 2022 pubblica il singolo Baci stellari. Nella stagione televisiva 2022/2023 prende parte come concorrente ai principali talent show musicali di Rai 1: Tale e quale show, compresi gli spin-off Natale e quale show e Tale e quale Sanremo, e Il cantante mascherato. Nel febbraio del 2024 partecipa ancora a Tale e quale Sanremo esibendosi in coppia con Alba Parietti. Ad agosto dello stesso anno è al cinema assieme ad Alec Baldwin nel cast del film Il magico mondo di Billie, diretto da Francesco Cinquemani, presentato l'anno precedente al Taormina Film Fest. Nella stagione 2024-2025 è nel cast fisso del programma pomeridiano di Rai 2 BellaMa' con la sua rubrica La posta stellare. Dal 22 marzo 2025 partecipa come concorrente al talent show di Rai 1 Ne vedremo delle belle.

## Vita privata
Negli anni Ottanta ha avuto una relazione con il cantautore Jovanotti. Successivamente ha avuto una lunga relazione con Vittorio Cecchi Gori, produttore cinematografico, sostenendolo anche durante il suo fallimento economico. I due si sono lasciati e ripresi più volte, anche a cavallo della detenzione del produttore fiorentino. Durante la relazione, Valeria ha avuto un aborto spontaneo, causato da alcuni problemi di salute.
Il 5 maggio 2013 ha sposato l'imprenditore Giovanni Cottone nella Basilica di Santa Maria in Aracoeli a Roma, dal quale però si è separata dopo meno di un anno. La Sacra Rota ha in seguito dichiarato nullo il matrimonio, in quanto è venuto alla luce che Cottone si era già sposato in chiesa precedentemente con un'altra donna.
Dal 2014 al 2015 ha avuto una relazione con l'immobiliarista Antonio Brosioe, nel 2020, col suo manager televisivo Gianluigi Martino
Nel 2021 ha rischiato di perdere l'occhio sinistro a causa di un foro maculare, che ha richiesto un intervento chirurgico d'urgenza.
Dal 2023 al 2024 è stata legata sentimentalmente al politico e deputato di Fratelli d'Italia Gerolamo Cangiano.

## Filmografia

### Attrice

#### Cinema
- Crack, regia di Giulio Base (1991)
- Un orso chiamato Arturo, regia di Sergio Martino (1992)
- Gole ruggenti, regia di Pier Francesco Pingitore (1992)
- Abbronzatissimi 2 - Un anno dopo, regia di Bruno Gaburro (1993)
- Bambola, regia di Bigas Luna (1996)
- Incontri proibiti, regia di Alberto Sordi (1998)[52]
- Corazón de bombón, regia di Alvaro Sàenz de Heredia (2000)
- Buñuel e la tavola di re Salomone (Buñuel y la mesa del rey Salomón), regia di Carlos Saura (2001)
- In questo mondo di ladri, regia di Carlo Vanzina (2004)
- Dolls, regia di Salvatore Arimatea – cortometraggio (2010)
- Somewhere, regia di Sofia Coppola (2010)
- I Want to Be a Soldier, regia di Christian Molina (2010)
- Operazione vacanze, regia di Claudio Fragasso (2012)
- E io non pago - L'Italia dei furbetti, regia di Alessandro Capone (2012)
- I colori dell'amore, regia di Paolo Mantero – cortometraggio (2013)
- La mia mamma suona il rock, regia di Massimo Ceccherini (2013)
- Un ragazzo d'oro, regia di Pupi Avati (2014)
- C'è sempre un perché, regia di Dario Baldi (2016)[53]
- Cecchi Gori - Una famiglia italiana, regia di Simone Isola e Marco Spagnoli – documentario (2019)
- Il magico mondo di Billie (Billie's Magic World), regia di Francesco Cinquemani (2024)

#### Televisione
- Un inviato molto speciale – serie TV, episodio 1x01 (1992)
- Cronaca nera, regia di Faliero Rosati – film TV (1992)
- Sorellina e il principe del sogno, regia di Lamberto Bava – miniserie TV (1996)
- Pepe Carvalho – serie TV (1998)
- Il settimo papiro (The Seventh Scroll), regia di Kevin Condor – miniserie TV (1999)
- La palestra, regia di Pier Francesco Pingitore – film TV (2003)
- Piper – serie TV (2009)
- Così fan tutte – serie TV, episodi 2x01-2x12 (2011-2012)
- Siamo tutti Alberto Sordi?, regia di Fabrizio Corallo – documentario Sky Arte (2020)

#### Doppiatrice
- I Simpson (The Simpsons), episodio 5x09 (1995) - voce di Mindy Simmons
- Show Dogs - Entriamo in scena (Show Dogs), regia di Raja Gosnell (2018) - voce di Persefone

### Produttrice
- Dolls, regia di Salvatore Arimatea – cortometraggio (2010)
- I Want to Be a Soldier, regia di Christian Molina (2010)
- 11-11-11, regia di Darren Lynn Bousman (2011)
- C'è sempre un perché, regia di Dario Baldi (2016)
- L'ultimo applauso, regia di Claudio Fragasso – cortometraggio (2016)

## Teatro
- I ragazzi irresistibili, di Neil Simon, regia di Marco Parodi (1991)
- Nata ieri, di Garson Kanin, regia di Giuseppe Patroni Griffi (1996)
- All'Angelo Azzurro, di Giuseppe Manfridi, regia di Giorgio Albertazzi (2000-2001)
- Magnàmose tutto! - Donne che avete intelletto d'amore, testo e regia di Pier Francesco Pingitore (2016-2017)
- La Presidente - Valeria Marini eletta al Quirinale, testo e regia di Pier Francesco Pingitore (2019-2020)

## Programmi televisivi
- Luna di miele (Rai 1, 1992) Attrice candid camera
- Saluti e baci (Rai 1, 1993)
  - Saluti e baci: fiction (Rai 1, 1993)
  - Saluti e baci dall'opera (Rai 1, 1993)
  - Saluti e baci dall'operetta (Rai 1, 1993)
- La grande sfida (Canale 5, 1993)
  - Capodanno con La grande sfida (Canale 5, 1993-1994)
- Bucce di banana (Rai 1, 1993-1994)
  -  Bucce di banana di fine anno (Rai 1, 1993)
  -  Bucce di Banana - Aspettando i risultati (Rai 1, 1994)
  -  Banana Elezioni (Rai 1, 1994)
  -  Banana Cinecittà (Rai 1, 1994)
  -  Banana Musical (Rai 1, 1994)
  -  Banana Motori (Rai 1, 1994)
  -  Banana Ciao (Rai 1, 1994)
- Serata mondiale (Rai 1, 1994)
- Champagne (Canale 5, 1995)
- Rose rosse (Canale 5, 1996)
- Festival di Sanremo (Rai 1, 1997) Co-conduttrice
  - DopoFestival (Rai 1, 1997) Ospite fisso
- Viva le italiane (Canale 5, 1997)
- Tutti in una notte (Rai 2, 1997)
- La posta del cuore (Rai 2, 1998)[54]
- La canzone del secolo (Canale 5, 1999)
- Premio Barocco (Rai 1, 1999)
- Millennium - C'era una volta il '900 (Rai 1, 1999)
- Quelli che il calcio (Rai 2, 2001-2002, 2013-2014) Inviata
- Miconsenta (Canale 5, 2003)
- BravoGrazie (Rai 2, 2003)
- Barbecue (Canale 5, 2004)
- Music Farm (Rai 2, 2005) Opinionista
- Premio Massimo Troisi (Rai 1, 2005)
- La Kore - Oscar della moda (Rai 1, 2005-2006)
- Suonare Stella (Rai 2, 2006) Guest star
- Con tutto il cuore (Rai 1, 2006)
- Reality Circus (Canale 5, 2006) Concorrente
- Scherzi a parte (Canale 5, 2007)
- Uomo e gentiluomo (Rai 1, 2008) Giudice
- L'isola dei famosi (Rai 2, 2008, 2012; Canale 5, 2018) Guest star e concorrente[55]
- Bellissima - Cabaret anticrisi (Canale 5, 2009)
- Essere Valeria (Fox Life, 2009)
- Domenica in... 7 giorni (Rai 1, 2009-2010)
- I raccomandati (Rai 1, 2010-2011)
- Notti sul ghiaccio (Rai 1, 2015) Concorrente
- Grande Fratello VIP (Canale 5, 2016, 2020, 2021-2022) Concorrente[56]
- Magnàmose tutto! (Canale 5, 2017)
- Speciale Uomini e donne - Le Olimpiadi della TV (Canale 5, 2017) Giudice
- Le spose di Costantino (Rai 2, 2018)[57]
- Temptation Island VIP (Canale 5, 2018) Concorrente
- Uomini e donne (Canale 5, 2018-2019) Party planner
  - Speciale Uomini e donne - La scelta (Canale 5, 2019) Party planner
- CR4 - La Repubblica delle Donne (Rete 4, 2019-2020) Ospite fisso
- La Presidente - Valeria Marini al Quirinale (Rete 4, 2020)
- Supervivientes (Telecinco, 2021) Concorrente
- Tale e quale show (Rai 1, 2022) Concorrente
  - Natale e quale show - Speciale Telethon (Rai 1, 2022) Concorrente
  - Tale e quale Sanremo (Rai 1, 2023-2024) Concorrente
- Alessandro Borghese - Celebrity Chef (TV8, 2022) Concorrente
- Back to School 2 (Italia 1, 2023) Concorrente
- Il cantante mascherato 4 (Rai 1, 2023) Concorrente
- Stupor Mundi - La disfida delle giovani imprese. Premio Federico II (Rai 2, 2024) Giurata
- BellaMa' (Rai 2, dal 2024) Ospite fisso[58]
- Red Carpet - Vip al tappeto (Prime Video, 2025) Concorrente
- Ne vedremo delle belle (Rai 1, 2025) Concorrente

## Discografia
Singoli
- 2010 – Volare (feat. DJ Roberto Onofri)
- 2019 – Me gusta
- 2020 – Boom
- 2020 – Il mio Natale è una bomba (con Nabuk e Kelly Joyce)
- 2022 – Baci stellari
- 2025 – Besos stellari (con J.Peralta)

Partecipazioni
- 2003 – Mi manchi tu in Insieme si canta meglio di Nilla Pizzi
- 2010 – Amare amare amare e Seduzione di donna in 3 x te

## Videoclip
- It's Ok dei Miodio (2008)
- Seduzione di donna (2010)
- Amare amare amare (2014)
- Me gusta (2019)
- Boom (2020)
- Il mio Natale è una bomba (2020)
- Baci stellari (2022)

## Libri
- Valeria Marini e Gianluca Lo Vetro, Lezioni intime, Milano, Cairo Editore, 2008, ISBN 978-88-6052-165-1.

## Altre attività
Testimonial
- IP (1994-1996)
- 3 Italia (2005-2006)
- Puntoshop Channel (2007)
- Lambretta Pato (2008)
- Sansui (2009-2013)
- Akai (2012-2013)
- Tisanoreica (2015-2016)
- Acqua & Sapone (2018)
- QVC (2021)

Calendari
- Calendario per IP, foto di Marco Glaviano (1995)
- Calendario per IP, foto di Helmut Newton (1996)
- Calendario per Chi, foto di David LaChapelle (2000)
- Calendario per Maxim, foto di Roberto Rocco (2005)
- Calendario autoprodotto per beneficenza (2012)

## Riconoscimenti
- Premio TV - Premio regia televisiva
  - 1993 – Personaggio TV rivelazione dell'anno

- Gran Premio Internazionale dello Spettacolo
  - 1994 – Candidatura al personaggio femminile dell'anno
  - 1994 – Telegatto speciale per il grande successo ottenuto come primadonna dei varietà del Bagaglino

- Premio Personalità Europea
  - 2005 – Vinto
  - 2009 – Vinto

- Italian Contemporary Film Festival
  - 2013 – Showbiz Career Award

- Gran Galà Arte, Cinema e Impresa
  - 2016 – Premio speciale
  - 2017 – Premio speciale

- Antinoo Awards
  - 2019 – Personaggio dell'anno

- Castelli Romani Film Festival Internazionale
  - 2024 – Premio Città di Frascati alla carriera